# Speziallager Nr. 1 Mühlberg
Speziallager Nr. 1 Mühlberg var en af de ti speciallejre NKVD oprettede i den sovjetiske besættelseszone i Tyskland. Lejren lå cirka 4 km nordøst for byen Mühlberg ved Elben ved området omkring bydelen Neuburxdorf. Tidligere var der flere tusinde mennesker interneret i krigsfangelejren Stalag IV B. 